# Johann Wilhelm Zanders (Papierfabrikant, 1899)
Johann Wilhelm Zanders (* 21. Januar 1899 in Bergisch Gladbach; † 16. März 1978) war ein deutscher Papierfabrikant und langjähriger Geschäftsführer der Papierfabrik J. W. Zanders.

## Leben
Johann Wilhelm Zanders war der älteste Sohn von Hans Wilhelm Zanders und seiner Frau Olga Zanders, geborene Peltzer. Nach dem Abitur am Arndt-Gymnasium Dahlem in Berlin studierte er in Heidelberg und Köln VWL und BWL. In Heidelberg wurde er 1920 Mitglied des Corps Guestphalia. Seine Dissertation zur Promotion zum Dr. rer. pol. mit dem Titel Faserstoffverarbeitung der deutschen Papierindustrie unter dem Einfluss der technischen Wandlungen im Produktionsprozess war bereits ein Hinweis auf seine spätere berufliche Tätigkeit im Familienbetrieb, der Bergisch Gladbacher Papierfabrik Zanders. 1929 wurde er in die Geschäftsleitung des Unternehmens berufen. Diese Position behielt Zanders bis zu seinem Tod. 1956 traf er die Entscheidung, die Lizenz zur Herstellung von Chromolux-Papier vom amerikanischen Unternehmen S. D. Warren Paper Mill aus Westbrook in Maine zu erwerben.
Johann Wilhelm Zanders war verheiratet mit Renate Zanders, geborene von Hake. Aus der Ehe ging der Fabrikant Hans Wolfgang Zanders (* 9. Oktober 1937 in Bergisch Gladbach) hervor.
Von 1948 bis 1961 war Johann Wilhelm Zanders Mitglied im Rat der Stadt Bergisch Gladbach und engagierte sich hier besonders für die Kulturpolitik. Aus Anlass des 125-jährigen Bestehens der J. W. Zanders Feinpapierfabrik GmbH stiftete er der Stadt 1954 einen hohen Betrag als Grundstock für einen „räumlich fehlenden kulturellen Mittelpunkt“. Mit Hilfe dieses Geldes entstand in den 1960er Jahren das Gebäude des Forums für die Volkshochschule und die städtische Bücherei an der oberen Hauptstraße. Im Altenberger Dom-Verein war er zunächst Schatzmeister und ab 1947 Vorsitzender. 1968 konnte Zanders das 1000. Mitglied begrüßen. 1977 rief er die Stiftung Zanders – Papiergeschichtliche Sammlung ins Leben.

## Auszeichnungen
- Bundesverdienstkreuz 1. Klasse (1954)
- Ehrenbürger der Stadt Bergisch Gladbach (1954)
- Ehrenbürger von Westbrook im Staate Maine, USA (1965)
- Rheinlandtaler (1977)